# 勒布罗克
勒布罗克（法語：Le Broc，法語發音：[lə bʁɔk]）是法国滨海阿尔卑斯省的一个市镇，位于该省中南部，瓦尔河右岸，属于格拉斯区。

## 地理
勒布罗克（43°48'34"N, 7°10'12"E）面积18.65 平方千米，位于法国普罗旺斯-阿尔卑斯-蓝色海岸大区滨海阿尔卑斯省，该省份为法国东南部沿海省份，南濒地中海，西南至瓦尔省，西北接上普罗旺斯阿尔卑斯省，北部和东部与意大利接壤。
与勒布罗克接壤的市镇（或旧市镇、城区）包括：贝佐丹莱萨尔普、布永、卡罗斯、加蒂耶尔、日莱特、圣马丹迪瓦尔。
勒布罗克的时区为UTC+01:00、UTC+02:00（夏令时）。

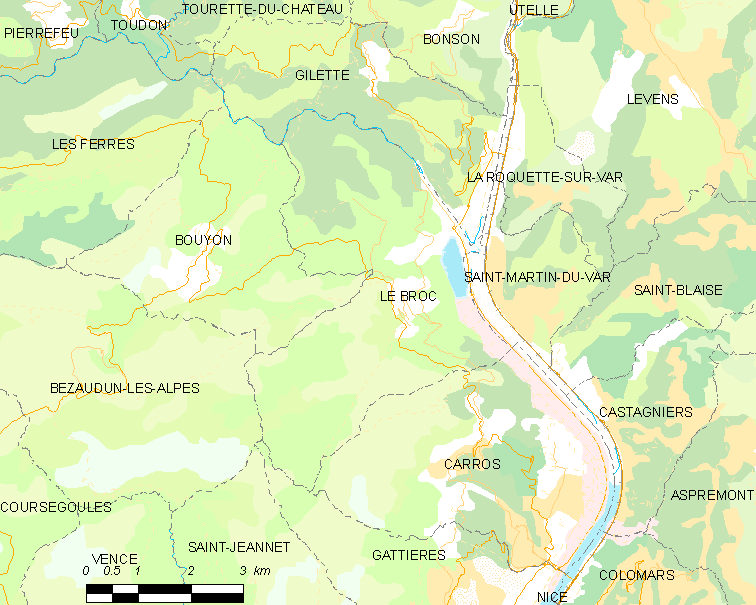
勒布罗克的OSM定位图

## 行政
勒布罗克的邮政编码为06510，INSEE市镇编码为06025。

## 政治
勒布罗克所属的省级选区为尼斯第三县。

## 人口

1962-2008年间勒布罗克人口变化图示

勒布罗克于2022年1月1日时的人口数量为1432人。